# کواسینی
کواسینی (به چکی: Kvasiny) یک منطقهٔ مسکونی در جمهوری چک است که در Rychnov nad Kněžnou District واقع شده‌است.

## خصوصیات
کواسینی ۶٫۶۵ کیلومترمربع مساحت و ۱٬۳۷۶ نفر جمعیت دارد و ۳۴۳ متر بالاتر از سطح دریا واقع شده‌است.